# Mount Holmes (Wyoming)
Der Mount Holmes ist ein Berg im nordwestlichen Teil des Yellowstone-Nationalparks im US-Bundesstaat Wyoming. Sein Gipfel hat eine Höhe von 3149 m und ist der dritthöchste Gipfel der Gallatin Range in den Rocky Mountains. Höher sind nur der Electric Peak und der Joseph Peak einige Kilometer weiter nördlich. Er befindet sich einige Kilometer östlich der Grenze zum Bundesstaat Montana und bildet das südliche Ende der Gallatin-Range. Der Indian Creek, ein Nebenfluss des Gardner River, entspringt am Mount Holmes. Der Gipfel wird normalerweise über den Mount Holmes Trail bestiegen.

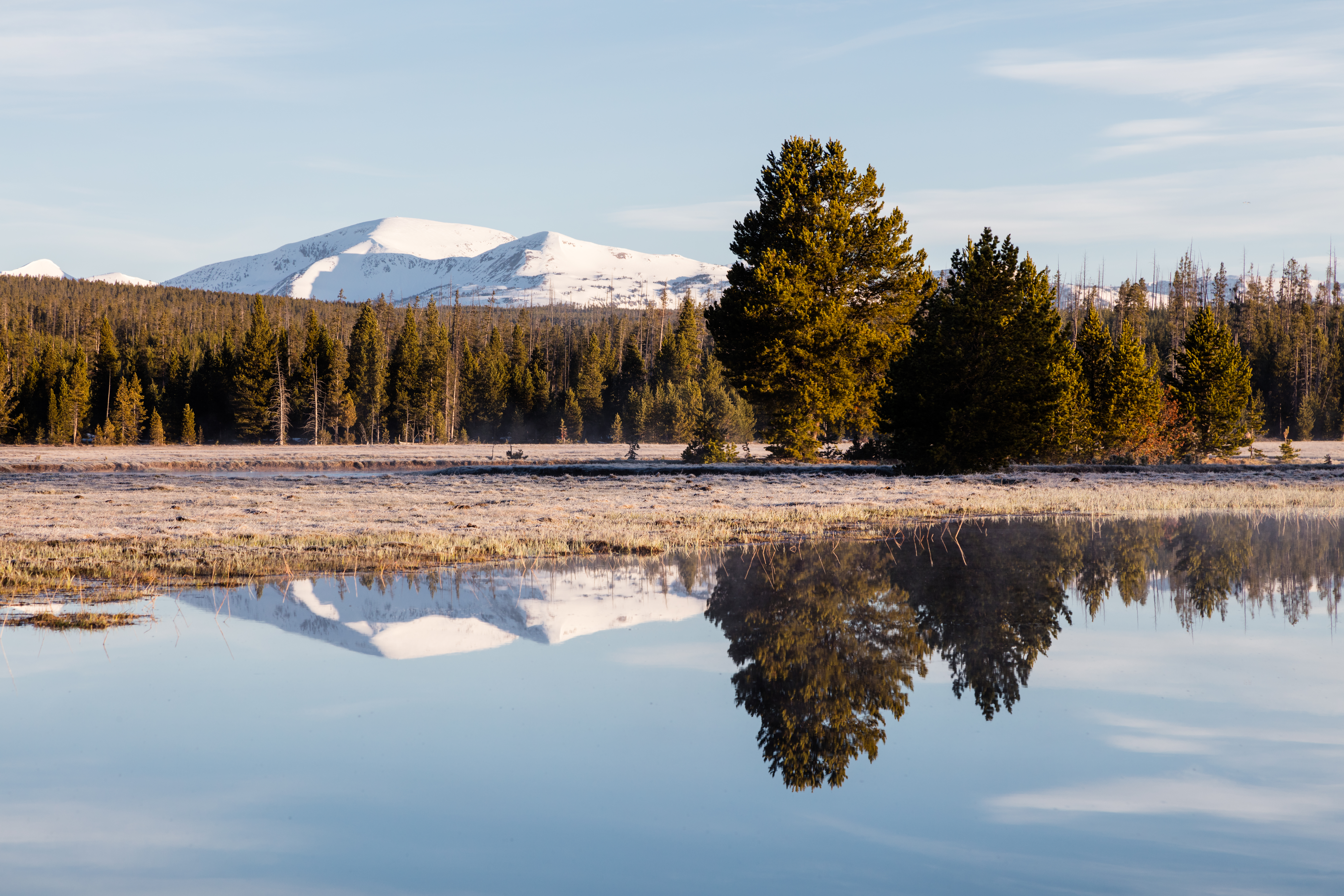
Mount Holmes

Ein im Jahr 1932 gebauter, historischer Feuerwachturm auf dem Gipfel des Mount Holmes wurde im Juli 2019 von einem Blitz getroffen und brannte ab.

## Geschichte

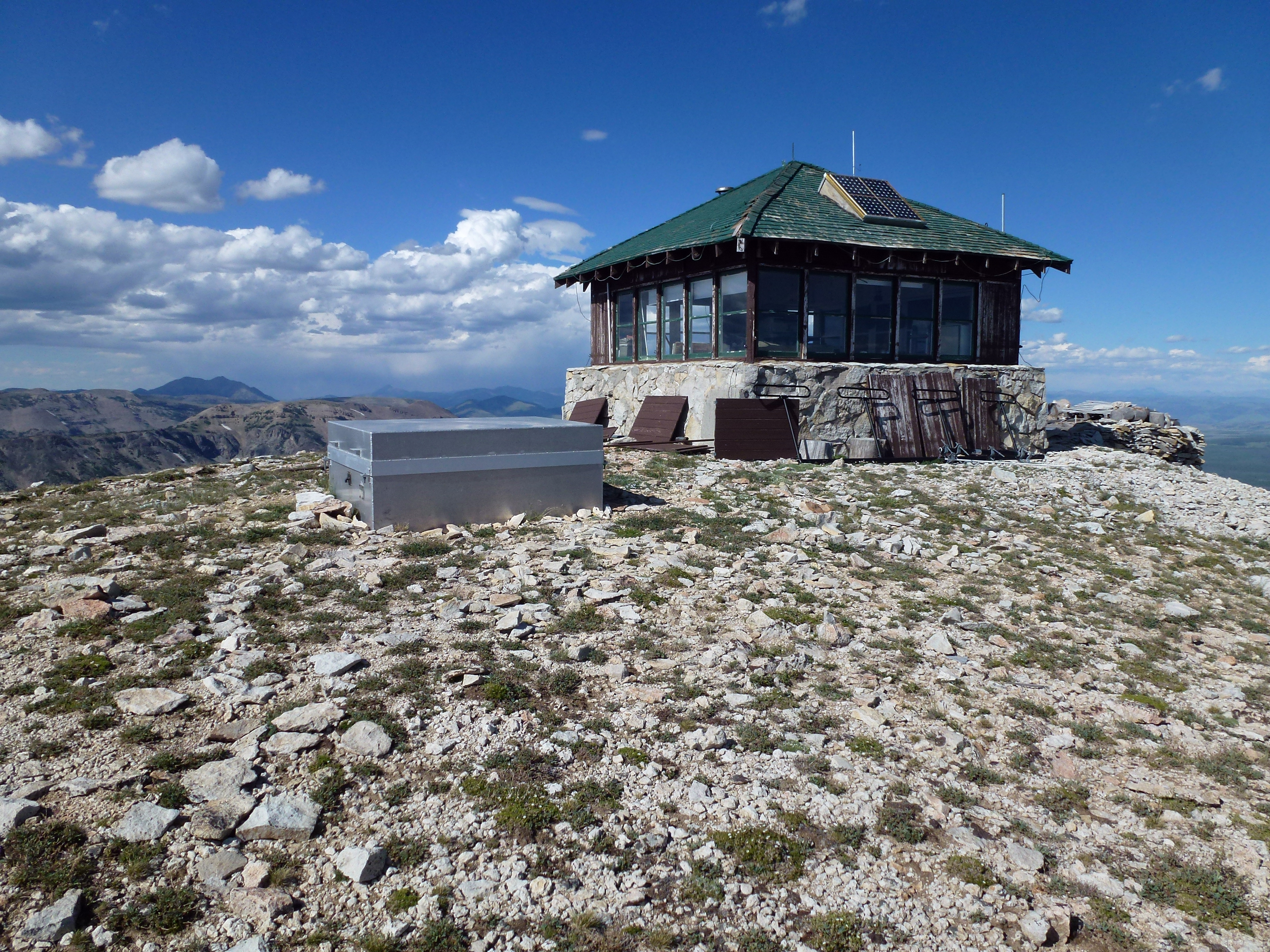
Der 2019 abgebrannte Feuerwachturm

Auf einer Karte von Captain William F. Raynolds aus dem Jahr 1860 wurde dieser Gipfel als Mount Gallatin bezeichnet. Bis 1878 wurde der Gipfel wegen seiner Nähe zum Madison River als Mount Madison bezeichnet. Im Jahr 1878 bestiegen Henry Gannett und der Geologe William H. Holmes, Mitglieder der dritten Hayden-Expedition, den Gipfel. Gannett benannte den Gipfel in Mount Holmes um.

## Belege
1. ↑  Mount Holmes - Peakbagger.com. Abgerufen am 23. Dezember 2020.
2. ↑  GNIS Detail - Mount Holmes. Abgerufen am 23. Dezember 2020.
3. ↑  ktvq.com: Historic Mount Holmes Fire Lookout in Yellowstone Park burns down after lightning strike. 17. Juli 2019, abgerufen am 23. Dezember 2020.
4. ↑  Mount Holmes : Climbing, Hiking & Mountaineering : SummitPost. Abgerufen am 23. Dezember 2020.